# KCNJ11
KCNJ11 (англ. Potassium voltage-gated channel subfamily J member 11) – білок, який кодується однойменним геном, розташованим у людей на короткому плечі 11-ї хромосоми.  Довжина поліпептидного ланцюга білка становить 390 амінокислот, а молекулярна маса — 43 541.
| 10         |  | 20         |  | 30         |  | 40         |  | 50         |
| ---------- |  | ---------- |  | ---------- |  | ---------- |  | ---------- |
| MLSRKGIIPE |  | EYVLTRLAED |  | PAEPRYRARQ |  | RRARFVSKKG |  | NCNVAHKNIR |
| EQGRFLQDVF |  | TTLVDLKWPH |  | TLLIFTMSFL |  | CSWLLFAMAW |  | WLIAFAHGDL |
| APSEGTAEPC |  | VTSIHSFSSA |  | FLFSIEVQVT |  | IGFGGRMVTE |  | ECPLAILILI |
| VQNIVGLMIN |  | AIMLGCIFMK |  | TAQAHRRAET |  | LIFSKHAVIA |  | LRHGRLCFML |
| RVGDLRKSMI |  | ISATIHMQVV |  | RKTTSPEGEV |  | VPLHQVDIPM |  | ENGVGGNSIF |
| LVAPLIIYHV |  | IDANSPLYDL |  | APSDLHHHQD |  | LEIIVILEGV |  | VETTGITTQA |
| RTSYLADEIL |  | WGQRFVPIVA |  | EEDGRYSVDY |  | SKFGNTIKVP |  | TPLCTARQLD |
| EDHSLLEALT |  | LASARGPLRK |  | RSVPMAKAKP |  | KFSISPDSLS |  |            |

A: Аланін

C: Цистеїн

D: Аспарагінова кислота

E: Глутамінова кислота

F: Фенілаланін

G: Гліцин

H: Гістидин

I: Ізолейцин

K: Лізин

L: Лейцин

M: Метіонін

N: Аспарагін

P: Пролін

Q: Глутамін

R: Аргінін

S: Серин

T: Треонін

V: Валін

W: Триптофан

Кодований геном білок за функціями належить до іонних каналів, потенціалзалежних каналів. 
Задіяний у таких біологічних процесах як транспорт іонів, транспорт, транспорт калію. 
Білок має сайт для зв'язування з калію. 
Локалізований у мембрані.